# Херши (железная дорога)
Херши — железная дорога, часть железнодорожной системы Кубы, построенная компанией Hershey в период с 1916 по 1922 год.

## История
Развитие сахарной промышленности на Кубе вызвало дефицит сахарной свеклы в Европе из-за первой мировой войны. Американский промышленник Милтон Херши основал сахарный завод на территории между Гаваной и Матансасом, послуживший началом кубинской сахарной империи Hershey, которая экспортировала сахар на собственные заводы, а также снабжала этим продуктом Coca-Cola и другие компании, а патока шла на производство рома.
Объёмы производства росли высокими темпами, только в период с 1919 по 1920 год стоимость продукции выросла с 455 миллионов долларов до 1 миллиарда долларов. Для обеспечения эффективности сахарного бизнеса и была построена железная дорога Херши.
Для строительства железной дороги была создана дочерняя компания Hershey Cuban Railway 31 марта 1916 года, полностью принадлежащая агрохолдингу. Центральным узлом железной дороги стал город Херши. Первый участок был запущен в 1917 году.
Предполагалось, что линия интерурбана станет прямым конкурентом основной железной дороги, соединяющей Гавану и Матансас. Предполагалось, что избыточные мощности по перевозке (незадействованные в обслуживании деятельности корпорации) можно будет задействовать для коммерческих перевозок пассажиров и грузов, установив пониженную цену на билет в размере 2 доллара за туриста, против 4,16 за билет первого класса на существующей железной дороге.
Полностью закончена железная дорога была в 1922 году

## Назначение

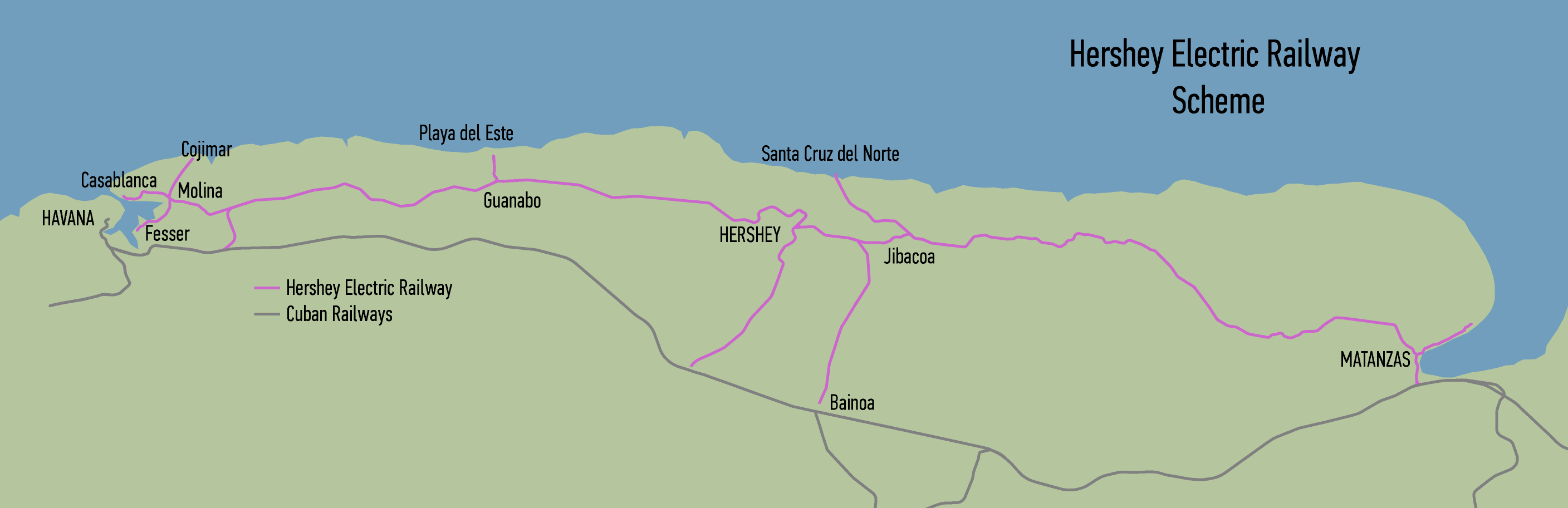
Схема железной дороги

Железная дорога использовалась для транспортировки строительных материалов и механизмов на сахарные заводы, а в порты Матансаса и Гаваны перевозила сахарный тростник и готовый сахар.
Кроме сахара с 5 сахарных заводов, перевозились также арахисовое масло и агава.
Кроме того, в коричневых пассажирских вагонах перевозились рабочие компании Hershey.

## Причины упадка
Уже начиная с 1921 года объёмы производимого сахара превышали потребности, поэтому рентабельность бизнеса снижалась, и в 1946 году компания Херши продала свои кубинские активы.
Сахарные заводы региона были национализированы в начале 1960-х годов, и объёмы производства сократились.
Окончательно производство сахара было прекращено в 2002 году, с тех пор железная дорога не требуется для грузоперевозок.
В 2004 году пассажирские поезда отправлялись 5 раз в день по участку в 94 км между Гаваной и Матансасом.
В 2012 году пассажирские поезда отправлялись дважды в день из конечных пунктов в Гаване и в Матансасе.

## Причины закрытия
В сентябре 2017 года, перед приходом урагана Ирма, дизельные локомотивы с железной дороги были перенаправлены в другую часть Кубы и так и не были возвращены. В результате урагана часть оборудования железной дороги была повреждена, часть разворована, энергоснабжение остановлено. Электрички не могли ездить, а дизельные локомотивы отсутствовали.
Поезда стали двигаться по сохранившейся части пути — между городами Херши (Camilo Cienfuegos) и Гуанабо, однако в январе 2019 года торнадо разрушил часть инфраструктуры электроснабжения и на этом участке. Движение было прекращено.
На другом участке — между городами Херши и Матансас возможность движения сохраняется, однако невостребована. До Матансаса поезда не могут добраться из-за повреждения дороги, и конечной остановкой является поселок Margot.

## Недостатки
Железная дорога неоднократно критиковалась за низкую надёжность, несоблюдение расписания, частые отмены рейсов из-за неполадок на линии.

## Стоимость проезда
В 2008 году стоимость проезда составляла 1,5 кубинских песо.

## Подвижной состав
По состоянию на 30 июня 1922 года подвижной состав железной дороги составлял: 7 электровозов, 6 паровозов (и ещё 4 в ремонте), кран-локомотив, мостовой кран, экскаватор, несколько интерурбанов, построенных компанией Брилла, 52 полувагона, 22 вагон-платформы, 183 стальных вагона для тростника (не считая вагонов, принадлежащих сахарным плантациям и заводам), а также множество другого подвижного состава.
Поезда интерурбана были построены в Пенсильвании в 1917 году. Из произведенных 17 на ходу к 2012 году были 3.
В 1998 году кубинское правительство частично заменило подвижной состав на подаренные Испанией поезда производства 1940-х годов.

## Текущее состояние

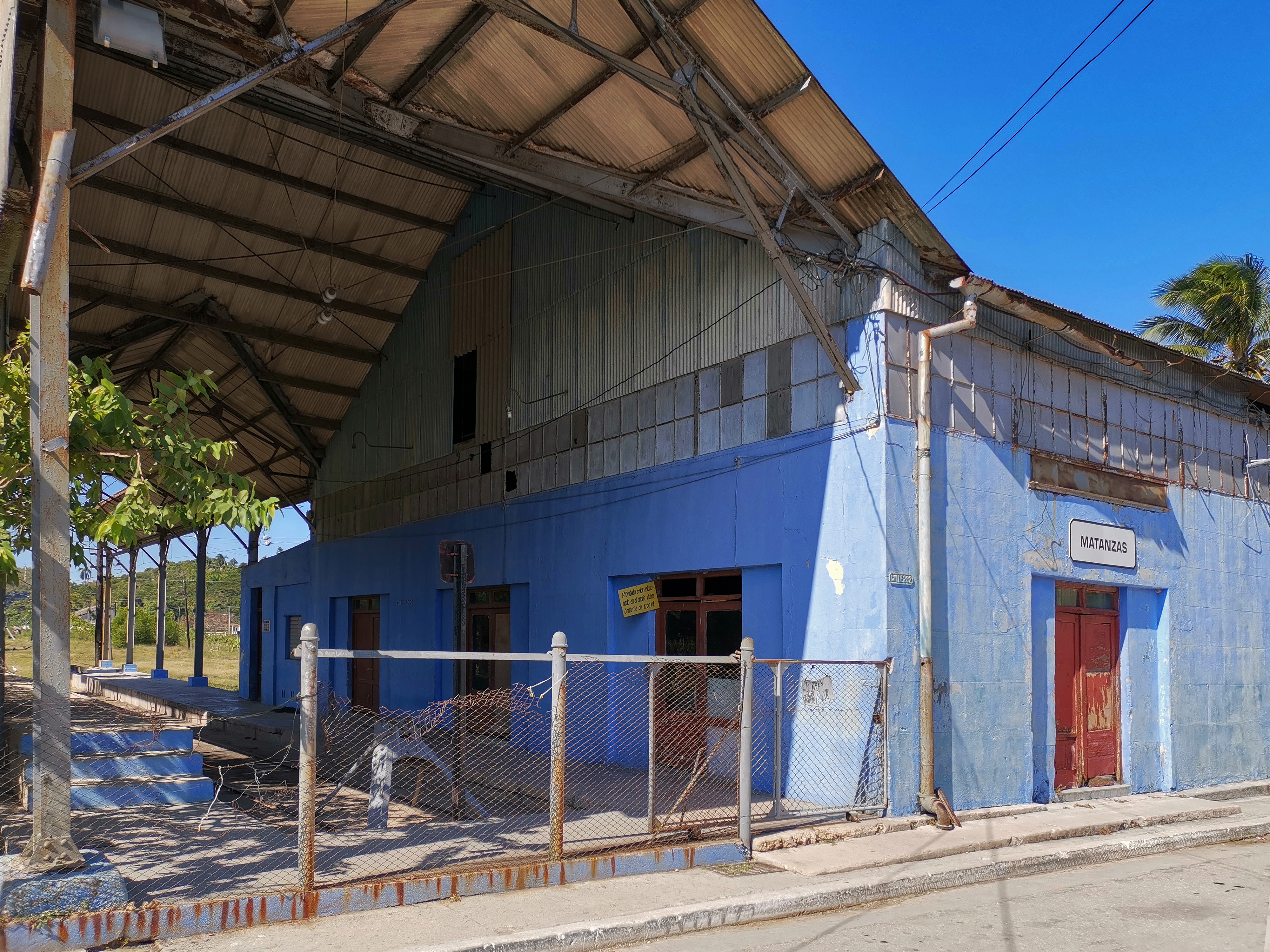
Заброшенная станция в городе Матансас, 2019 год

В 2019 году министр транспорта Кубы на заседании высказывал мнение о состоянии железных дорог Кубы, однако об интерурбане Херши не было ни одного упоминания. Сотрудники многих станций интерурбана уволены, неиспользуемые вагоны заброшены и приходят в негодность.